# Eagle (квантовый процессор)
Eagle, или IBM Eagle, — квантовый 127-кубитный процессор, созданный компанией IBM и предоставленный 16 ноября 2021 года. Он в два раза больше китайского компьютера Цзючжан. Новые технологии, применяемые в Eagle, размещают управляющую проводку на нескольких физических уровнях процессора, сохраняя кубиты на одном уровне, что позволяет значительно увеличить количество кубитов.